# 热那亚的圣乔治堂 (巴勒莫)

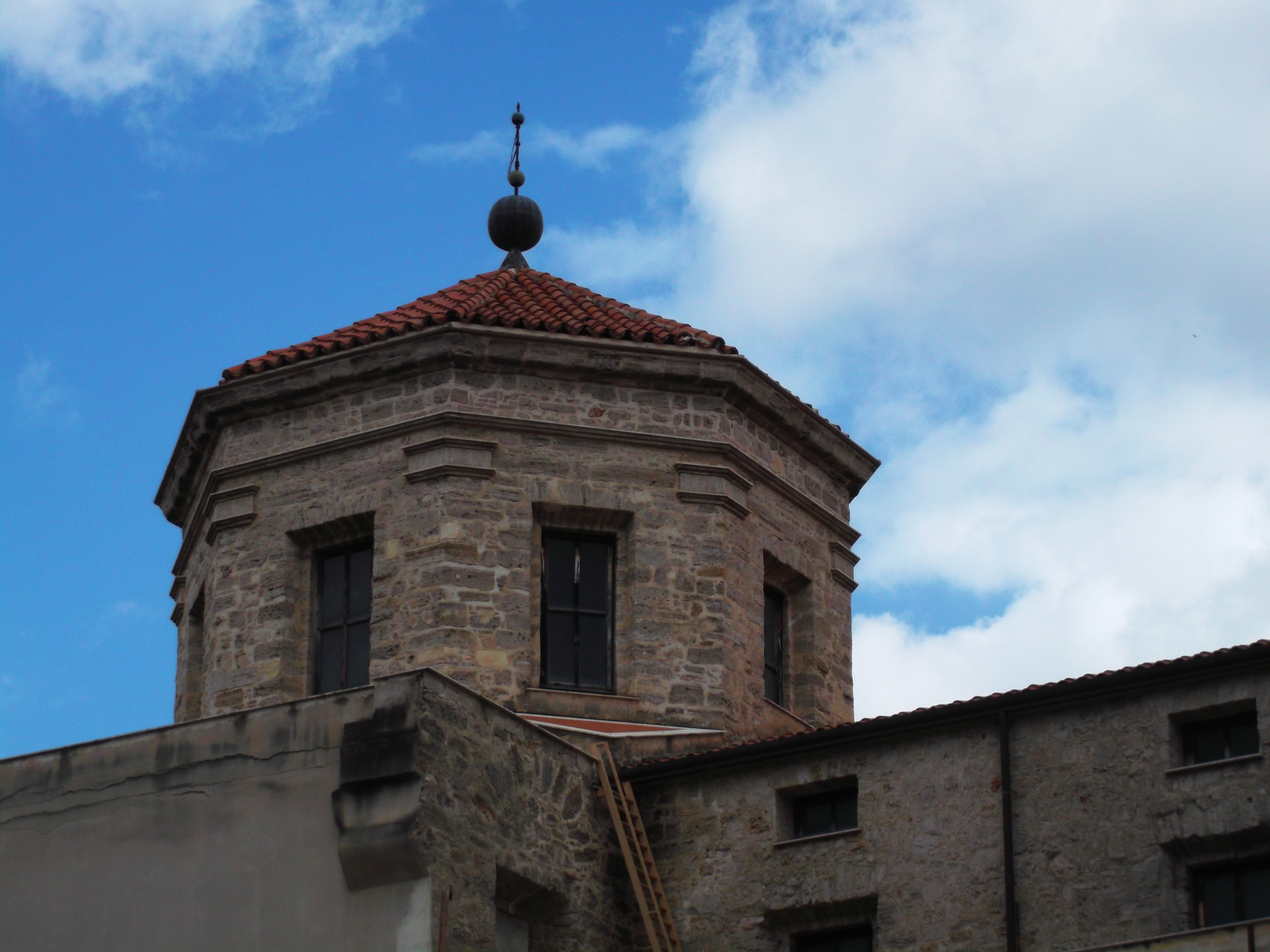
穹顶

热那亚的圣乔治堂（意大利语：Chiesa di San Giorgio dei Genovesi）是一座 文艺复兴建筑风格的罗马天主教教堂，位于巴勒莫历史中心的洛吉亚区（Loggia），拉卡拉港口附近。

## 历史
在建造这座教堂之前，巴勒莫的热那亚社区在圣方济各圣殿（San Francesco d'Assisi）建筑群的一个小堂里举行宗教仪式。1576年，热那亚人买下了位于港口附近的圣路加小堂和周围土地。他们拆除了这座古老的教堂，计划建造一座新教堂，供奉他们的主保圣人 圣乔治.。
建筑师乔治·迪·法奇奥设计了这座建筑。
教堂的建设是城市权力新的平衡的结果。在西西里王国的银行业中，热那亚人的势力超过了比萨人。许多富有的热那亚家族为建设做出了贡献。教堂于1596年完工。
1625年，著名女画家索福尼斯巴·安圭索拉的葬礼在该堂举行。

## 艺术
布面油画：
- 《圣母领报》，卢卡·乔达诺
- 《玫瑰圣母和圣徒》，卢卡·乔达诺
- 《耶稣的洗礼》，帕尔马·伊尔·乔瓦内
- 《圣乔治殉道》， 帕尔马·伊尔·乔瓦内
- 《圣方济各的神魂超拔》，杰拉尔多·阿斯托里诺
- 《圣斯德望》，贝尔纳多卡斯特罗
- 《圣味增爵殉道》，雅科波达恩波利
- 《圣母热那亚女王》, 多梅尼科·菲亚塞拉
- 《圣路加描绘圣母》，菲利波帕拉迪尼
- 《圣乔治和龙》